# 太田敏兄
太田 敏兄（おおた びんけい、1890年（明治23年）1月14日 - 1972年（昭和47年）4月20日）は、日本の農学者、農民運動家、政治家。参議院議員（1期）。明治大学教授。

## 経歴
岡山県出身。明治大学法学部卒業後、東京帝国大学大学院にて農学博士を取得。大原農業研究所、大原社会問題研究所にて農業問題の研究に従事する傍ら、農民運動にも参加。1923年、岡山県農民組合連合会を結成。その後、日本農民組合に参加し、岡山労働学校校長に就任。1947年、日本社会党から第1回参議院議員通常選挙で岡山県選挙区に出馬し、当選。参議院懲罰委員長などを務めた。後に労働者農民党に移る。1948年に明治農業専門学校長、1949年に明治大学農学部教授に就任。1959年、退職。
1972年4月20日死去、82歳。勲三等瑞宝章追贈、正五位に叙される。